# Fallopia forbesii
Fallopia forbesii là một loài thực vật có hoa trong họ Rau răm. Loài này được (Hance) Yonek. & H.Ohashi mô tả khoa học đầu tiên năm 1997.